# Parykbusk
Parykbusk (Cotinus coggygria) er en stor, løvfældende busk med en åben, stivgrenet vækstform. Saften i alle de friske dele lugter skarpt og harpiksagtigt. Den er eksemfremkaldende hos personer, der har følsom hud.

## Beskrivelse
Barken er først lysegrøn og glat. Senere bliver den brun med lysviolet behåring, og til sidst er den lysebrun og lidt ru. Meget gamle grene er furede og afskallende (omtrent som Kirsebær-Kornel). Knopperne er spredte, små, runde og glatte. Bladene er langstilkede, omvendt ægformede og helrandede. Oversiden er mat grågrøn, mens undersiden er lyst grågrøn. Høstfarven er orange til rød. 
Blomstringen sker i juni, hvor man ser de store, fint forgrenede toppe af grøngule småblomster ved skudspidserne. Frugtstanden er spindelvævsagtig (eller "parykagtig") med enkelte små nødder. Frøene modner ikke ordentligt i Danmark.
Rodnettet består af grove hovedrødder, som ligger højt i jorden, og som når vidt omkring. 
Højde x bredde og årlig tilvækst: 3 x 3 m (50 x 50 cm/år). Skudspidserne fryser ofte noget tilbage. Målene kan anvendes ved udplantning.

## Hjemsted
Parykbusken vokser på varme, tørre områder i Sydøsteuropa. I det nordøstlige Bulgarien, hvor klimaet er kontinentalt med varm, tørre somre og hårde vintre, findes steppeområder af samme type, som kan ses i f.eks. Ungarn og Ukraine. Her vokser arten sammen med bl.a. agernigella, almindelig blærebælg, almindelig judastræ, almindelig nældetræ, almindelig syren, asfaltkløver, asiatisk singrøn, balkanpæon, bjergkortkrone, bjergstenfrø, blå staudeklematis, buskhestesko, dværgmandel, farvegåseurt, foderesparsette, fransk rose, glatbladet tidselkugle, gul læbeløs, hvid diktam, hårtotfjergræs, kronelimurt, lav iris, Melica transsilvanica (en art af flitteraks), melittis, opret galtetand, pigget lakrids, Potentilla cinerea (en art af potentil), purpurkongelys, russisk løn, Scabiosa argentea (en art af skabiose), sibirisk klokke, skarleje, skærmokseøje, slank sternbergia, spinkel kambunke, strandasters, sølvsalvie, sølvbladet pære, Teucrium polium (en art af kortlæbe), uldhåret fingerbøl, våradonis og weichsel

## Sorter
Parykbusken ses næsten kun i den rødbladede sort ved navn 'Royal Purple'. Desuden findes gulbladede sorter, bl.a. Cotinus coggyria 'Golden Spirit' og den svagtvoksende Cotinus coggyria 'Young Lady'.

## Note
1. ↑  Where to watch plants in Bulgaria: Norteastern Bulgaria Arkiveret 14. august 2014 hos  Wayback Machine – grundig beskrivelse af vegetationerne i denne landsdel (engelsk)